# Stanisław Koter
Stanisław Koter, ps. Andrzej Poręba (ur. 28 listopada 1908 w Rudach, zm. 12 kwietnia 1951 w Warszawie) – działacz ruchu ludowego, w latach 1943–1944 komendant główny Ludowej Straży Bezpieczeństwa, członek władz Polskiego Stronnictwa Ludowego, poseł na Sejm Ustawodawczy (należał m.in. do klubu PSL-Lewica, wraz z Kazimierzem Banachem i Czesławem Wycechem).

## Życiorys
Urodził się w rodzinie małorolnego chłopa, działacza ruchu ludowego Tomasza i Weroniki z Kęsików. W okresie studiów w Wyższej Szkole Handlowej działał w Akademickim Związku Młodzieży Wiejskiej, a następnie PAML, od 1926 w PSL „Wyzwolenie”, od 1931 w Stronnictwie Ludowym.
Podczas okupacji w Komendzie Głównej Batalionów Chłopskich, od maja 1943 szef sztabu, od października 1944 kierownik Wydziału Organizacyjnego CKRL, we wrześniu 1945 jako główny inspektor BCh przeprowadził ujawnienia Batalionów Chłopskich.